# Українсько-самоанські відносини
Українсько-самоанські відносини — відносини між Україною та Незалежною Державою Самоа. 
Україна та Самоа встановили дипломатичні відносини 23 вересня 2013 року.
Інтереси громадян України в Незалежній Державі Самоа захищає Посольство України в Австралії.

## Історія
Самоа підтримала резолюцію ГА ООН «Територіальна цілісність України» від 27.03.2014 р., також підтримала резолюції "Ситуація з правами людини в АРК" у 2016-2021 рр. (у 2018 р. – не голосувала). Резолюція "Проблема мілітаризації АРК" була підтримана Самоа у 2018 р., у 2019 р. - утрималася, у 2020-2021 рр. - не голосувала.
Після початку повномасштабної збройної агресії РФ Самоа засудила вторгнення рф в Україну, висловивши солідарність з народом України і засудження неспровокованого зазіхання Росії на суверенітет та політичну незалежність України, а також закликала РФ поважати базові принципи Статуту ООН та міжнародне право.
Самоа також приєдналась до колективних заяв Форуму тихоокеанських островів щодо ситуації в Україні, які містили засудження вторгнення Росії та порушення суверенітету і територіальної цілісності України, заклик до РФ припинити спробу незаконної анексії українських територій, а також забезпечити деескалацію ситуації та вивести російські війська за лінію міжнародно визнаних кордонів України.

## Торгівля
За даними Державної митної служби України, за 2022 рік обсяг двосторонньої торгівлі склав 34 тис. дол. США (український експорт).